# Castelo de Ueda
O Castelo de Ueda (上田城, Ueda-jō) é um castelo japonês localizado em Ueda, no norte da Prefeitura de Nagano, Japão. No final do Período Edo, o Castelo de Ueda foi lar de um dos ramos do Clã Matsudaira, daimiô do Domínio Ueda, mas o castelo é mais conhecido por sua associação com o clã Sanada do Período Sengoku. É também chamado de Amagafuji-jō ou Matsuo-jō.

## História
Durante o Período Sengoku, a área de Ueda estava sob o controle do clã Sanada, uma família a serviço do clã Takeda. Após a queda dos Takeda para as forças de Oda Nobunaga e Tokugawa Ieyasu, os Sanada trocaram rapidamente de lado entre o clã Uesugi, o clã Hojo tardio, Oda Nobunaga e Toyotomi Hideyoshi para preservar seu território e independência. O Castelo de Ueda foi construído em 1583 por Sanada Masayuki com a ajuda de seu então aliado, Tokugawa Ieyasu como uma fortaleza contra Uesugi Kagekatsu; entretanto foi atacado por Tokugawa em 1585 após Masayuki se aliar com o clã Uesugi. Os Sanada, grandemente superados em número, derrotaram as forças de Tokugawa Ieyasu na Batalha do Rio Kami. O fato aumentou grandemente a reputação de Masayuki.